# Aleksandr Khvylia
Aleksandr Leopoldovitch Khvylia (en russe : Александр Леопольдович Хвыля), né le 2 ou le 15 juillet 1905 à Aleksandro-Choultino (ru) dans l'Empire russe et mort le 17 octobre 1976 à Moscou (Russie), est un acteur soviétique.

## Biographie
Aleksandr Khvylia naît le 15 juillet 1905 dans la famille de machiniste dans le village d'Alexandro-Choultino dans l'actuelle oblast de Donetsk. D'origine suédoise, son vrai nom de famille est Bressem. Il perd son père alors qu'il n'est âge que de deux ans, sa mère reste avec cinq enfants sur les bras. Alexander est diplômé de l'école paroissiale et de l'école ferroviaire et commence à travailler sur le réseau ferroviaire Sud faisant partie de l'actuel Ukrzaliznytsia. Pendant la période d'ukrainisation en URSS, il prend le nom de famille Khvylya (de l'ukrainien - « vague »).
En 1922, il est diplômé du Studio dramatique Wacław Worowski. Dans les années 1930, il devient acteur au Théâtre dramatique national de Kharkiv.
Il fait ses débuts au cinéma dans le rôle d'Oustym Karmaliouk dans le film Karmeliouk sous la direction de Gueorgi Tassine. Depuis 1941, il travaille dans divers studios de cinéma du pays. À partir de 1946 - acteur au Théâtre national d'acteur de cinéma de Moscou.
Alexander Khvylya a joué le rôle de Shulga dans le film La Jeune Garde de Sergueï Guerassimov, mais les scènes avec sa participation ont été coupées au montage.
Membre du PCUS depuis 1955. Après le film Morozko, il est vu pendant de nombreuses années comme le principal Père Noël du pays, jouant ce rôle même près de l'arbre de Noël du Kremlin. 
Ces dernières années, l'acteur souffrait d'asthme.
Décédé le 17 octobre 1976 à Moscou des suites d'une longue maladie à l'âge de 72 ans, l'acteur a été enterré au cimetière de Kountsevo à Moscou.

## Filmographie partielle
- 1939 : Chtchors (Щорс) d'Alexandre Dovjenko : Savka
- 1942 : La Défense de Tsaritsyne (Оборона Царицына) des frères Vassiliev : Semion Boudienny
- 1942 : Alexandre Parkhomenko (Александр Пархоменко) de Leonid Loukov : Alexandre Parkhomenko[1]
- 1955 : L'Habile Maria (Марья-искусница)
- 1960 : Résurrection (Воскресение, Voskresenie) de Mikhail Schweitzer : le marchand
- 1961 : Veillées du village de Dikanka (Vechera na khutore bliz Dikanki) d'Alexandre Rou : Kornei Tchoub
- 1964 : Morozko (Морозко) : Grand-père Frimas
- 1968 : Le Bras de diamant (Бриллиантовая рука) : Boris Savelievitch
- 1968 : Par feu et par flammes (Огонь, вода и… медные трубы) de Alexandre Rou : le chauve
- 1969 : La Belle Barbara à la natte longue de Alexandre Rou : Duc

## Récompenses
- Ordre de l'Étoile rouge (1944)
- prix Staline (1950) - pour avoir joué le rôle du secrétaire du comité régional dans le film Konstantin Zaslonov d'Alexandre Feinzimmer (1949).
- Ordre du Drapeau rouge du Travail (1950, 1967)
- Ordre de l'Insigne d'honneur (1974)